# گمینا ویلکوویتسه
گمینا ویلکوویتسه (به لهستانی:  Gmina Wilkowice) یک گمینا در لهستان است که در شهرستان بیلسکو واقع شده‌است. گمینا ویلکوویتسه ۳۳٫۹ کیلومتر مربع مساحت و ۱۲٬۳۲۹ نفر جمعیت دارد.